# Mataquescuintla
Mataquescuintla – miasto w południowo-wschodniej Gwatemali, w departamencie Jalapa, około 40 km na południowy zachód od stolicy departamentu, miasta Jalapa, oraz około 100 km od granicy z Hondurasem. Miasto leży w kotlinie, na wysokości 1680 m n.p.m., w górach Sierra Madre de Chiapas. Według danych szacunkowych w 2012 roku liczba ludności miasta wyniosła 8934 mieszkańców.

## Gmina Mataquescuintla
Jest siedzibą władz gminy o tej samej nazwie, która w 2012 roku liczyła 63 558 mieszkańców. Gmina jak na warunki Gwatemali jest nieduża, a jej powierzchnia obejmuje 287 km². Teren gminy ma charakter górzysty ze szczytami wznoszącymi się powyżej 2600 m n.p.m.